# Alfie (canción)
«Alfie / Shame for you» es el cuarto sencillo de Lily Allen. Es un sencillo con un doble A-side, que es Alfie y Shame for you. Cuando Alright, Still fue lanzado, la canción de Alfie se posicionó como número 44 con más descargas en el Reino Unido, y después del sencillo, llegó al número 17.

## Alfie
Alfie es una canción escrita por Lily Allen, y producida por Greg Kurstin. Habla de su hermano más joven, Alfie Owen Allen, fumando marihuana en su recámara, en adición de que ella comenta que ve demasiada televisión y juega mucho con sus videojuegos. En el video, Alfie es una marioneta que fuma marihuana, y Lily lo descubre masturbándose viendo revistas de muñecas, y tomando cervezas del refrigerador.

## Contenido
Sencillo en CD
1. «Shame for You»
2. «Alfie» (explicit)

7" Vinyl
1. «Shame for You»
2. «Alfie» (explicit)

Digital download
1. «Shame for You»
2. «Shame for You (live at Bush Hall)»
3. «Alfie» (explicit)
4. «Alfie» (CSS remix)
5. «Alfie» (live at Bush Hall)

Japanese EP
1. «Alfie»
2. «Smile»
3. «Everybody's Changing» (Keane cover)
4. «Nan You're A Window Shopper»
5. «Alfie» (CSS Remix)
6. «Smile» (Mark Ronson Remix)
7. «Alfie» (Banned Version) (CD Extra Music Video)
8. «LDN» (TYO Version) (CD Extra Music Video)
9. «Littlest Things» (CD Extra Music Video)